# Umbralejo
Umbralejo es un pueblo deshabitado rehabilitado de la provincia de Guadalajara (España), situado en la vertiente oriental de la sierra de Ayllón, antes independiente, fue anejado desde la primera mitad del siglo XIX al municipio de La Huerce, comunidad autónoma de Castilla-La Mancha. 
Tras un proceso de despoblación debido a la emigración por falta de empleo y el secado de los manantiales, en 1971, el Instituto para la Conservación de la Naturaleza (ICONA) expropió a los habitantes aún presentes sus edificios y terrenos. Tras años de abandono, desde 1984, forma parte junto con Búbal (Huesca) y Granadilla (Cáceres) del Programa de Recuperación y Utilización Educativa de Pueblos Abandonados (PRUEPA).
El programa, promovido por los ministerios de Agricultura y Pesca, Alimentación y Medio Ambiente, Educación, Cultura y Deporte y Fomento ha supuesto la llegada de grupos de jóvenes procedentes, en su mayoría, del mundo urbano, entre cuyos objetivos cabe destacar su recuperación física y cultural, que ha evitado su completo deterioro. Este trabajo ha hecho posible la conservación y mantenimiento de las edificaciones que conforman el casco urbano de la población, levantadas tradicionalmente a base de barro y pizarra, según los procedimientos técnicos de la llamada arquitectura negra, «característica de esta comarca y que se compone de oscuras masas de piedras de pizarra con tejados de lo mismo, estrechas puertas y ventanas y elementos auxiliares como los hornos, las tainas, los lavaderos y cementerios, todos ellos realizados con los mismos materiales, de modo que dan un aspecto de homogeneidad y pureza a esta modalidad constructiva única en Castilla».

## Toponimia
La palabra Umbralejo proviene de pequeña sombría, es decir un término pequeño en un entorno oscuro.
En el Censo de pecheros de 1528, aparece como Onbrialejo y durante el siglo XIX, figura como en ocasiones como Umbrialejo o Umbralejos, aunque en el mapa de Tomás López de 1773 de la provincia de Segovia, ya toma su denominación actual.

## Historia
Pese al casi total despoblamiento del territorio tras la conquista musulmana de la Península en el siglo VIII, algunas pequeñas poblaciones de la zona, como debió de ser el caso de Umbralejo, permanecieron habitadas. No obstante, las primeras referencias documentales que se tienen del pueblo datan de la primera mitad del siglo XIV, a raíz de la cesión por parte de Pedro I de Castilla del señorío de Galve, perteneciente desde la Reconquista a la comunidad de villa y tierra de Atienza (del que forma parte), a Iñigo López de Orozco, señor de Escamilla.
En el siglo XV, pertenece a la familia Estúñiga, permaneciendo en su poder hasta mediados del XVI en que pasa a manos de los Mendoza (condes de Galve). A comienzos del siglo XVIII, el señorío entra a formar parte de las propiedades de la Casa de Alba a raíz del matrimonio en diciembre de 1712 de María Teresa Álvarez de Toledo y Haro con Manuel María José de Silva Mendoza y Cerda, 10.º conde de Galve.

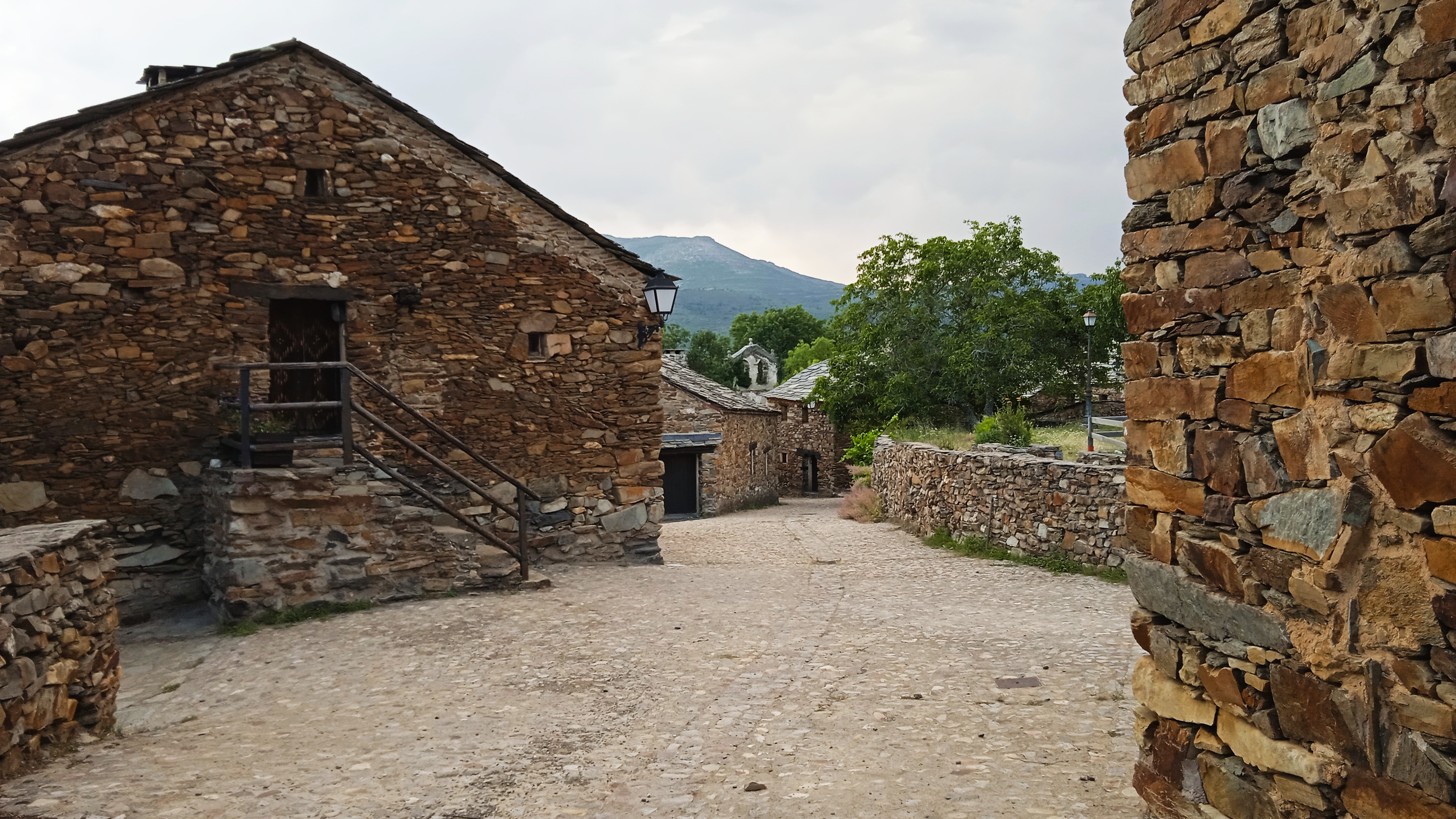
Antiguo Ayuntamiento de Umbralejo, hoy oficina administrativa del PRUEPA

### SiglosXIX-XXI
En el censo de la matrícula catastral de 1842, cuenta con 49 hogares y 168 habitantes de derecho.
Pocos años después, el Diccionario geográfico-estadístico-histórico de España y sus posesiones de Ultramar de Pascual Madoz, donde figura aún como «Umbrialejo», dice al respecto:

UMBRIALEJO: 1. del distr. municipal de La Huerce en la prov. de Guadalajara (11 leg.), part. jud. de Atienza (5), aud. terr. de Madrid (21), c. g. de Castilla la Nueva, dióc. de Sigüenza (9). SIT. en la falda de un cerro, con CLIMA sano. Tiene 42 CASAS; la consistorial, que sirve de cárcel; escuela de instrucción primaria frecuentada por 10 alumnos, dotada con 400 rs.; una igl. parr. de entrada (la Natividad de Ntra. Sra.) servida por un cura y un sacristán. Confina el TÉRM. con los de La Huerce, el Ordial, la Nava y Valverde; dentro de él se encuentra una fuente de buen agua. El TERRENO, bañado por el r. Sorbe, es quebrado, de secano y de inferior calidad; hay buenos montes poblados de encina, roble y brezo; una deh. boyal y varios prados. CAMINOS: los locales en mal estado, CORREO: se recibe y despacha en Cogolludo. PROD.: centeno, legumbres, algunas hortalizas , cáñamo, frutas, leñas de combustible y yerbas de pasto, con las que se mantiene ganado lanar, cabrío, vacuno y de cerda; hay caza menor y pesca de truchas, barbos y otros peces, IND.: la agrícola, el carboneo y un molino harinero, POBL.: 40 vec., 420 almas.

Pascual Madoz (1849). Diccionario geográfico-estadístico-histórico de España y sus posesiones de Ultramar XV. Madrid. p. 215.

Ítem más:
| Importe de la contribución territorial y sus recargos por un trimestre | Importe de la contribución industrial y sus recargos por un trimestre | Total de ambas |
| ---------------------------------------------------------------------- | --------------------------------------------------------------------- | -------------- |
| 393                                                                    | 10                                                                    | 403            |
| 26                                                                     | 60                                                                    | 86             |

DISTRITO DE HUERCE (LA)

Umbralejo.— Lugar de 37 vecinos y 148 habitantes: con un edificio de un piso, 12 de dos, 39 de tres: total 52: habitados constantemente 49.
Producción amillarada 1.726 escudos: contribución territorial 208, subsidio 3, consumos 119.
Bienes desamortizados 3.346 escudos.

Dista de La Huerce 2 kilómetros 4 hectómetros.

Memoria sobre la organización de distritos municipales en la Provincia de Guadalajara. J. Ruiz. 1867. p. 109.

En el Boletín de Segovia de 17 de octubre de 1883, aparece la escuela de niños de Umbralejo, dotada por el Ministerio de Fomento con un sueldo anual de 233,75 pesetas. En la misma relación, figuran, entre otras, las de Luzaga, Megina, Viana de Mondéjar o Alcuneza, para las que se destinan 477,50, 425, 410 y 88,75, respectivamente.
A partir de ese momento, la población de Umbralejo comienza a descender, primero, poco a poco, más rápidamente a lo largo de la primera mitad del siglo XX, hasta quedar completamente abandonado entre los años 60 y 70.
En la actualidad, cuenta aproximadamente con unas setenta construcciones de diversos tipos, utilizadas en parte como almacenes de herramientas y materiales, alojamientos, aulas, botiquín, comedores, talleres, etc.

## Demografía
Evolución de la población
| Gráfica de evolución demográfica de Umbralejo entre 1828 y 1972 |
| |
| Población según el Diccionario geográfico-estadístico de España y Portugal de Sebastián Miñano. Población de derecho según el censo de la matrícula catastral. Población de hecho según el Diccionario geográfico-estadístico-histórico de España y sus posesiones de Ultramar de Pascual Madoz. Tía Juana y Tío Zoilo, últimos habitantes. Fueron expropiados en 1971 por el ICONA. |

## Cultura

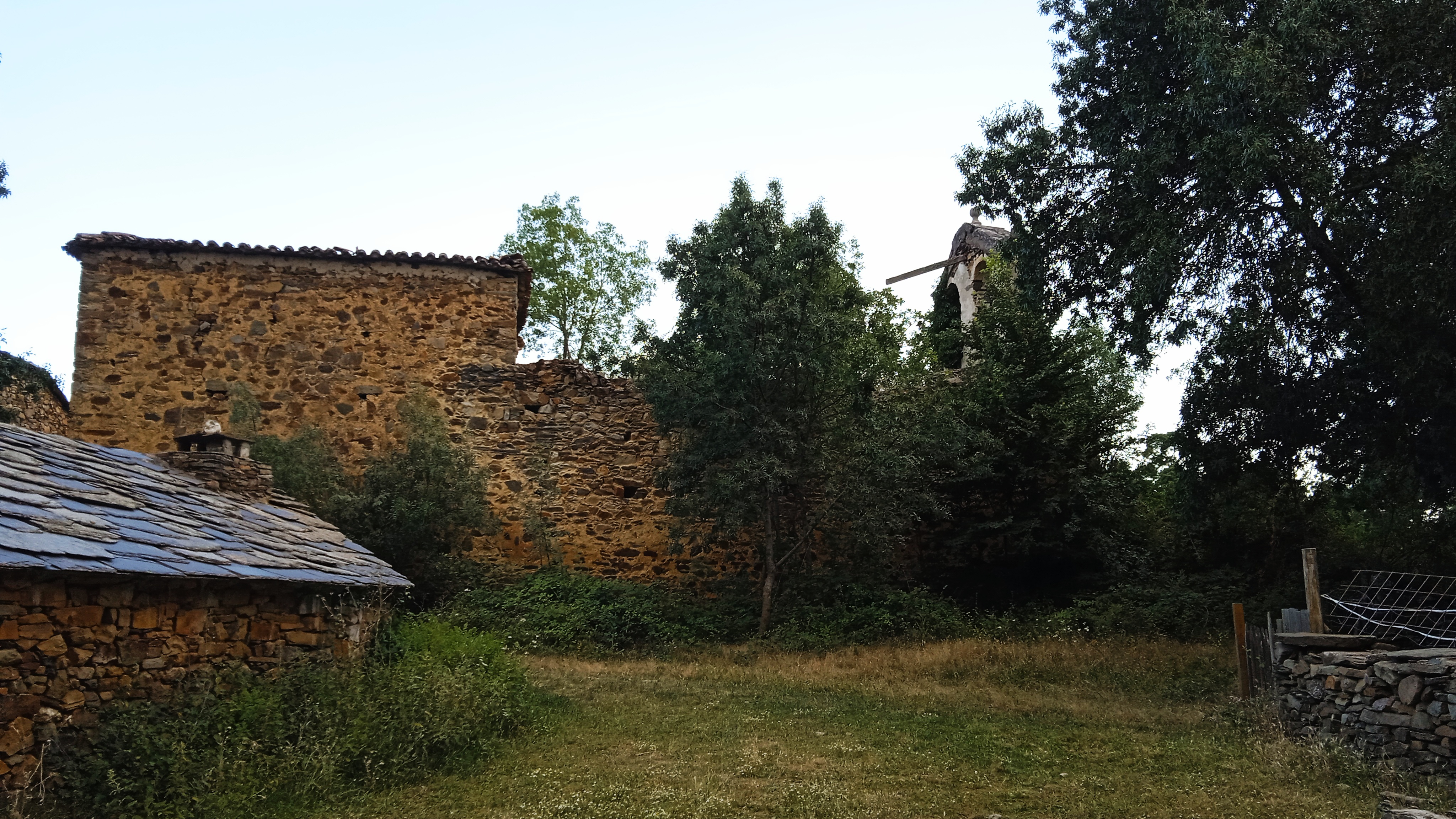
Iglesia parroquial de la Natividad de Nuestra Señora

### Patrimonio
Compuesto además de las casas tradicionales rehabilitadas por:
- Iglesia parroquial de la Natividad de Nuestra Señora y cementerio, son el único espacio aún en manos privadas por lo que peligra su conservación dado el abandono, la espadaña es lo más característico de la edificación;
- Casa tradicional reconvertida en museo;
- Fragua;
- Anfiteatro de pizarra;
- Pirámide de pizarra;
- Escuelas reconvertidas en biblioteca temática;
- Lavaderos.

### Fiestas
- Natividad de Nuestra Señora, tres días desde el 8 de septiembre, son la patronales y las más importantes, fueron celebradas hasta bien entrado el siglo XXI con la visita de antiguos vecinos;
- Santa Águeda, el 5 de febrero, celebrada hasta la despoblación.

## Hemerografía
- Zavala García-Loygorri, Jaime de (1985). «Propuesta de rehabilitación de Umbralejo – Guadalajara: estudio histórico y constructivo del pueblo» (PDF). Informes de la Construcción 36 (369): 43-50. ISSN 0020-0883.

Prensa histórica (selección)
- Bedoya, Matías (3 ene. 1853). «Administración de contribuciones indirectas y rentas estancadas de la provincia de Guadalajara». Boletín Oficial de la Provincia de Guadalajara. Arbitrios (1): 3.
- Chinchilla, Ignacio [gobernador] (22 ago. 1856). «Cupos que se citan en las anteriores instrucciones». Boletín Oficial de la Provincia de Guadalajara. Pueblos (101): 5.
- REDACCIÓN (20 abr. 1868). «Universidad Central». Boletín de Segovia. Escuelas de niños (48): 4.
- REDACCIÓN (3 mar. 1879). «Sección de Fomento». Boletín de Segovia. Escuelas de niños (27): 4.
- REDACCIÓN (17 oct. 1883). «Ministerio de Fomento». Boletín de Segovia. Escuelas de niños (126): 2.
- REDACCIÓN (23 ene. 1884). «Ministerio de Fomento». Boletín de Segovia. Escuelas de niños (10): 2.
- REDACCIÓN (7 may. 1924). «Instrucción Pública y Bellas Artes». Boletín de Segovia. Dirección General de Primera Enseñanza (55): 4.
- REDACCIÓN (1 jun. 1935). «Pedagogía, escuelas y maestros». Abril: Portazos de las Izquierdas (Guadalajara) (4): 2.